# Estación de San Juan Despí
San Juan Despí (oficialmente Sant Joan Despí) es una estación de las líneas R1 y R4 de Cercanías Renfe de Barcelona situada en el municipio homónimo. Forma parte de la línea de Villafranca, que une Barcelona y San Vicente de Calders por el interior a través de las comarcas del Bajo Llobregat, el Alto Panadés y el Bajo Panadés.
Los trenes de la línea 1 que pasan por esta estación no permiten llegar más allá de la estación de Arenys de Mar, es necesario un transbordo en la estación de Hospitalet para ir a estaciones posteriores de dicha línea.
La estación está en superficie, pero está previsto el soterramiento de la línea de Villafranca a su paso por San Juan Despí y San Felíu de Llobregat, lo que afectará a esta estación.
Actualmente está en fase de estudio-construcción la prolongación de la línea 3 del metro de Barcelona, donde tendrá parada en esta estación. La futura estación del metro estará a 40 metros de profundidad y estará construida "entre pantallas".
La estación se encuentra a unos 300 metros de la estación de La Fontsanta del Trambaix.
| << cabecera                                              | < estación              | línea | estación > | cabecera >>          |
| -------------------------------------------------------- | ----------------------- | ----- | ---------- | -------------------- |
| Rodalies de Catalunya de Renfe                           |                         |       |            |                      |
| Molins de Rey                                            | Sant Feliu de Llobregat |       | Cornellá   | Mataró Arenys de Mar |
| San Vicente de Calders Villafranca del Panadés Martorell | Sant Feliu de Llobregat |       | Cornellá   | Tarrasa Manresa      |